# Lijst van nummer 1-hits in Italië in 2006
Deze hits stonden in 2006 op nummer 1 in de FIMI Single Top 20, de bekendste hitlijst in Italië.
| Datum        | Artiest                     | Titel                                     |
| ------------ | --------------------------- | ----------------------------------------- |
| 5 januari    | Madonna                     | Hung up                                   |
| 12 januari   | Madonna                     | Hung up                                   |
| 19 januari   | Madonna                     | Hung up                                   |
| 26 januari   | Madonna                     | Hung up                                   |
| 2 februari   | Madonna                     | Hung up                                   |
| 9 februari   | Madonna                     | Hung up                                   |
| 16 februari  | Tina Turner & Elisa         | Teach me again                            |
| 23 februari  | Madonna                     | Sorry                                     |
| 2 maart      | Madonna                     | Sorry                                     |
| 9 maart      | Madonna                     | Sorry                                     |
| 16 maart     | Eros Ramazzotti & Anastacia | I belong to you (Il ritmo della passione) |
| 23 maart     | Zero Assoluto               | Svegliarsi la mattina                     |
| 30 maart     | Zero Assoluto               | Svegliarsi la mattina                     |
| 6 april      | Zero Assoluto               | Svegliarsi la mattina                     |
| 13 april     | Zero Assoluto               | Svegliarsi la mattina                     |
| 20 april     | Zero Assoluto               | Svegliarsi la mattina                     |
| 27 april     | Zero Assoluto               | Svegliarsi la mattina                     |
| 4 mei        | Zero Assoluto               | Svegliarsi la mattina                     |
| 11 mei       | Zero Assoluto               | Svegliarsi la mattina                     |
| 18 mei       | Shakira & Wyclef Jean       | Hips don't lie                            |
| 25 mei       | Shakira & Wyclef Jean       | Hips don't lie                            |
| 1 juni       | Tiziano Ferro               | Stop! Dimentica                           |
| 8 juni       | Tiziano Ferro               | Stop! Dimentica                           |
| 15 juni      | Tiziano Ferro               | Stop! Dimentica                           |
| 22 juni      | Tiziano Ferro               | Stop! Dimentica                           |
| 29 juni      | Tiziano Ferro               | Stop! Dimentica                           |
| 6 juli       | George Michael              | An easier affair                          |
| 13 juli      | Zero Assoluto               | Sei parte di me                           |
| 20 juli      | Checco Zalone               | Siamo una squadra fortissimi              |
| 27 juli      | Checco Zalone               | Siamo una squadra fortissimi              |
| 3 augustus   | Checco Zalone               | Siamo una squadra fortissimi              |
| 10 augustus  | Checco Zalone               | Siamo una squadra fortissimi              |
| 17 augustus  | Checco Zalone               | Siamo una squadra fortissimi              |
| 24 augustus  | Zero Assoluto               | Sei parte di me                           |
| 31 augustus  | Zero Assoluto               | Sei parte di me                           |
| 7 september  | Robbie Williams             | Rudebox                                   |
| 14 september | Zero Assoluto               | Sei parte di me                           |
| 21 september | Zero Assoluto               | Sei parte di me                           |
| 28 september | Zero Assoluto               | Sei parte di me                           |
| 5 oktober    | Zero Assoluto               | Sei parte di me                           |
| 12 oktober   | Zero Assoluto               | Sei parte di me                           |
| 19 oktober   | Gigi D'Alessio              | Primo appuntamento                        |
| 26 oktober   | Gigi D'Alessio              | Primo appuntamento                        |
| 2 november   | Depeche Mode                | Martyr                                    |
| 9 november   | Madonna                     | Jump                                      |
| 16 november  | U2 & Green Day              | The saints are coming                     |
| 23 november  | U2 & Green Day              | The saints are coming                     |
| 30 november  | U2 & Green Day              | The saints are coming                     |
| 7 december   | U2 & Green Day              | The saints are coming                     |
| 14 december  | U2 & Green Day              | The saints are coming                     |
| 21 december  | Laura Pausini               | Io canto                                  |
| 28 december  | Laura Pausini               | Io canto                                  |